# موتیو استودیوز
موتیو استودیوز (به انگلیسی: motive Studios) (همچنین شناخته شده با عنوان ئی‌ای موتیور و موتیو) توسعه‌دهنده بازی ویدئویی کانادایی است که یکی از زیر مجموعه‌های شرکت الکترونیک آرتس محسوب می‌شود و در مونترآل مستقر است.